# Temporada 2009 de IndyCar Series
La Temporada de 2009 de la IndyCar Series fue la temporada 14.ª de la serie. La temporada se trasladó para la final de la temporada en Homestead. Esa temporada Comenzó el 5 de abril, y su principal evento, la 93a edición de las 500 Millas de Indianápolis se celebró el 24 de mayo.

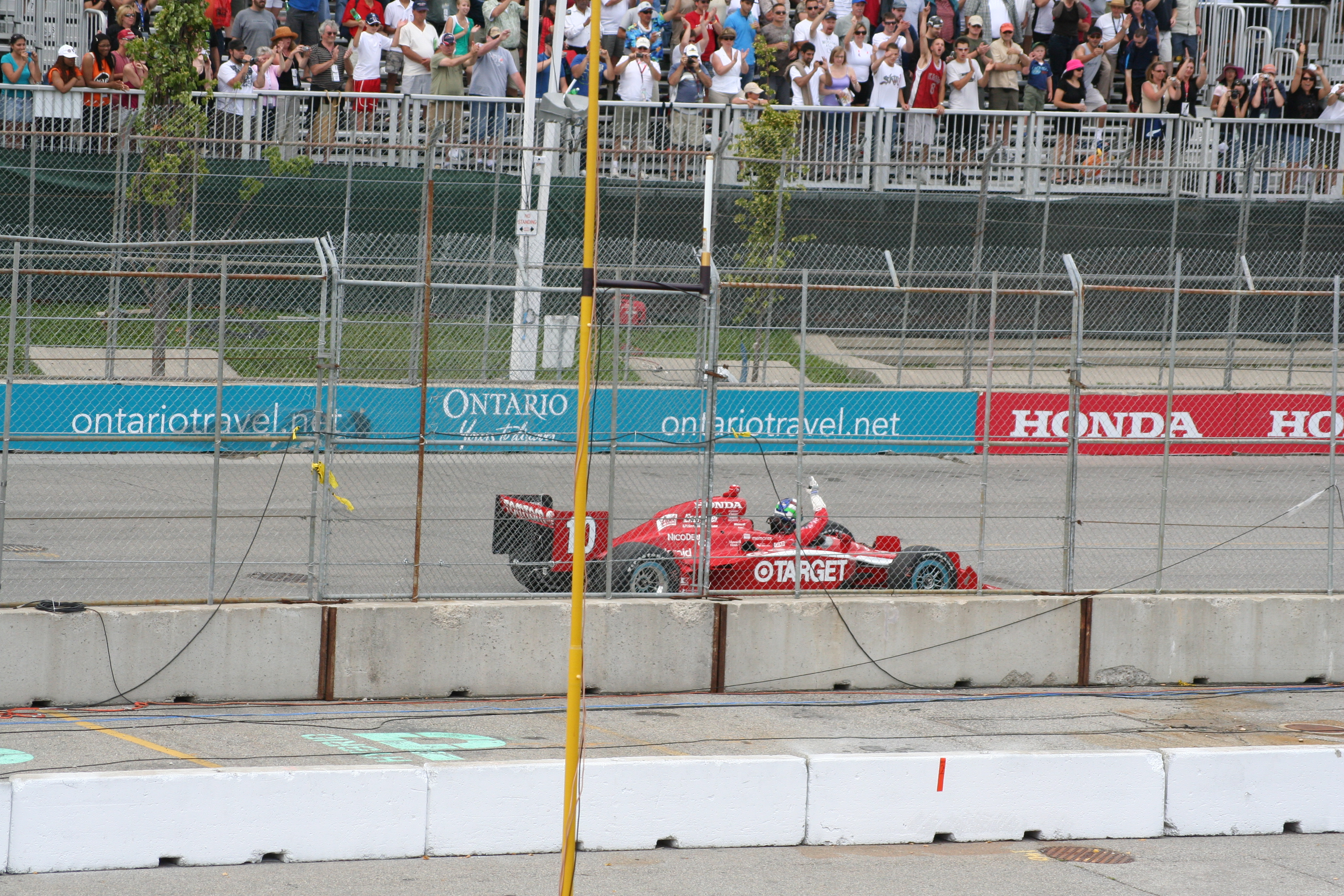
Dario Franchitti campeón por segunda vez luego de regresar de su frustrado intento de conducir en NASCAR con el equipo con quien gana dicho título de 2009, el Chip Ganassi Racing. Aquí ganando en Toronto.

El 30 de julio de 2008, el calendario 2009 de la Serie IndyCar, presentada oficialmente. En el nuevo calendario se incluyeron circuitos como Long Beach y Toronto, reemplazando al óvalo de Nashville para dar paso a las nuevas carreras.

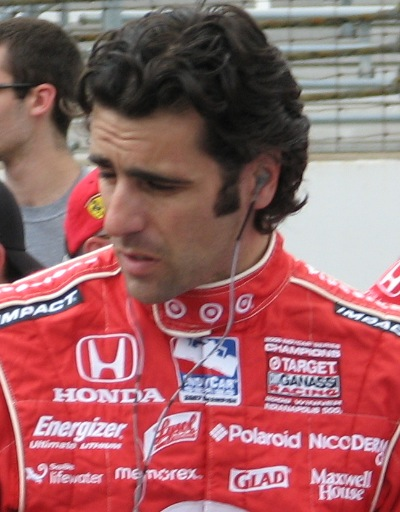
Dario Franchitti, Imagen previa a la Indy 500.

Dario Franchitti ganó su segundo campeonato de la Serie IndyCar, después de su frustrante paso por la serie NASCAR en el 2008. Franchitti obtuvo su título con Chip Ganassi en un coche Racing Dallara-Honda victorias en Long Beach, en Iowa Speedway, Toronto e Infineon Raceway en una cruenta batalla en la temporada contra su compañero de equipo en el Chip Ganassi Scott Dixon y contra el piloto del Penske, Ryan Briscoe. Dixon llevó la serie de cara a la ronda final, pero la victoria de Franchitti en la final de la serie en Homestead llevaron la disputa de los puntos frente al piloto británico un claro duelo en la final de la temporada.

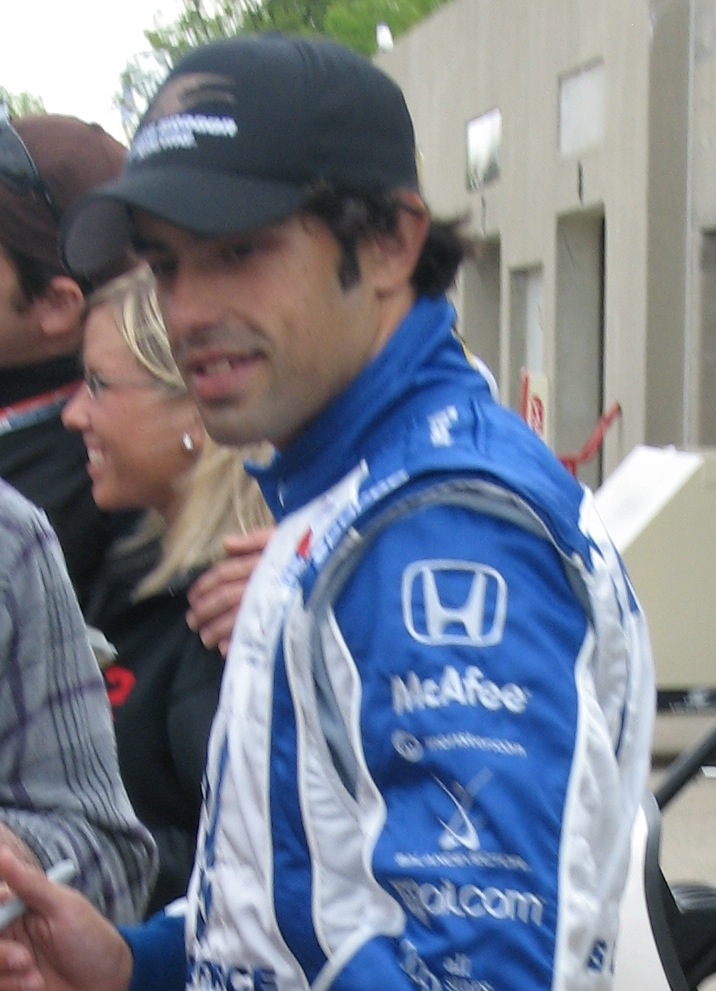
El Novato destacado en 2009, el Brasileño Rafael Matos.

Dixon, obtuvo cinco victorias, que le permitieron celebrar el segundo lugar por un solo punto frente a Briscoe. Briscoe, con tres victorias, tuvo su mejor temporada de la historia con el equipo Penske, después de que Hélio Castroneves tuviera algunos problemas a inicio de temporada por su juicio por evasión de impuestos. El brasileño se recuperó al ganar su terceras 500 millas de Indianápolis antes de tomar las victorias de Texas Motor Speedway, un mes después.
Los equipos Penske y Ganassi dominaron la temporada, sólo dos victorias fueron tomadas por otros pilotos de los cuatro equipos habituales, y uno de ellos, en Edmonton, fue reclamado por tiempo parcial por el conductor de Penske Will Power. El otro ganador fue Justin Wilson, corriendo para Dale Coyne Racing su primera victoria en Watkins Glen. El equipo de Andretti Green Racing obtuvo su primera temporada de la historia sin conocer victoriaa. Los pilotos como Danica Patrick, Tony Kanaan y Hideki Mutoh se anotaron varios podios, y Danica Patrick terminó quinta en los puntos de la temporada. El Piloto brasileño Raphael Matos se quedó con el título del novato del año con el equipo Luczo-Dragon Racing, terminando décimo tercero en el puntaje de la temporada, con 29 puntos de ventaja sobre Robert Doornbos con una de las mejores temporadas de siendo su mejor resultado en la carrera de Milwaukee.

## Calendario 2009 de la IndyCar Series

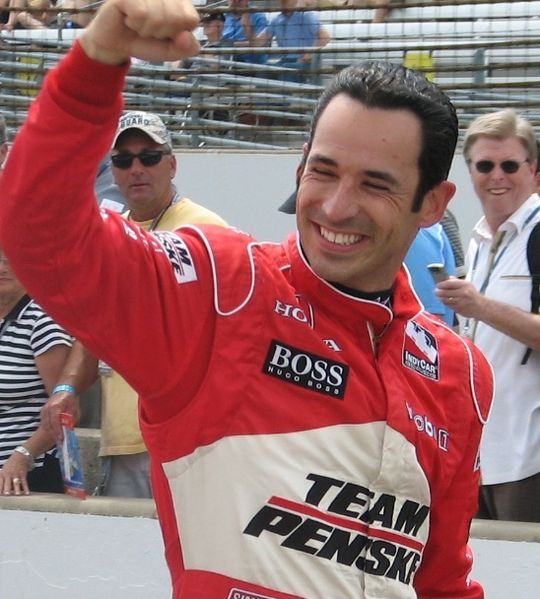
Hélio Castroneves ganando sus tercera Indy 500 en 2009.

| Ronda | Fecha         | Carrera                              | Pista                          | Localización            | Hora        | Canal de TV HD |
| ----- | ------------- | ------------------------------------ | ------------------------------ | ----------------------- | ----------- | -------------- |
| 1     | Abril 5       | Honda Grand Prix of St. Petersburg   | Streets of St. Petersburg      | St. Petersburg, Florida | 2 p. m.     | Versus         |
| 2     | Abril 19      | Toyota Grand Prix of Long Beach      | Streets of Long Beach          | Long Beach, California  | 3:30 p. m.  | Versus         |
| 3     | Abril 26      | RoadRunner Turbo Indy 300            | Kansas Speedway                | Kansas City, Kansas     | 4 p. m.     | Versus         |
| 4     | Mayo 24       | 93rd Indianapolis 500                | Indianapolis Motor Speedway    | Speedway, Indiana       | 1 p. m.     | ABC            |
| 5     | Mayo 31       | ABC Supply Company A.J. Foyt 225     | The Milwaukee Mile             | West Allis, Wisconsin   | 3:30 p. m.  | ABC            |
| 6     | Junio 6       | Bombardier Learjet 550               | Texas Motor Speedway           | Fort Worth, Texas       | 9 p. m.     | Versus         |
| 7     | Junio 21      | Iowa Corn Indy 250                   | Iowa Speedway                  | Newton, Iowa            | 1 p. m.     | ABC            |
| 8     | Junio 27      | SunTrust Indy Challenge              | Richmond International Raceway | Richmond, Virginia      | 8 p. m.     | Versus         |
| 9     | Julio 5       | Camping World Grand Prix at The Glen | Watkins Glen International     | Watkins Glen, New York  | 1 p. m.     | ABC            |
| 10    | Julio 12      | Honda Indy Toronto                   | Exhibition Place               | Toronto, Ontario        | 1 p. m.     | ABC            |
| 11    | Julio 26      | Rexall Edmonton Indy                 | Edmonton City Centre Airport   | Edmonton, Alberta       | 5 p. m.     | Versus         |
| 12    | Agosto 1      | Meijer Indy 300                      | Kentucky Speedway              | Sparta, Kentucky        | 8 p. m.     | Versus         |
| 13    | Agosto 9      | Honda 200                            | Mid-Ohio Sports Car Course     | Lexington, Ohio         | 1 p. m.     | Versus         |
| 14    | Agosto 23     | Indy Grand Prix of Sonoma            | Infineon Raceway               | Sonoma, California      | 5 p. m.     | Versus         |
| 15    | Agosto 29     | Peak Antifreeze & Motor Oil Indy 300 | Chicagoland Speedway           | Joliet, Illinois        | 9 p. m.     | Versus         |
| 16    | Septiembre 18 | Indy Japan 300                       | Twin Ring Motegi               | Motegi, Japón           | 10:30 p. m. | Versus         |
| 17    | Octubre 10    | Firestone Indy 300                   | Homestead-Miami Speedway       | Homestead, Florida      | 4 p. m.     | Versus         |

     óvalo
     Circuito/Circuito Callejero

### Detalles del cronograma de la temporada
- Todas las horas son CET y han estado sujetas a cambios.
- Los nombres de las carreras y los patrocinadores están sujetos a cambios.
- El 18 de diciembre se anunció que el Detroit Indy Grand Prix fue cancelado para la temporada 2009.

## Equipos para la temporada 2009 de la IndyCar Series
- Todos los equipos utilizan chasis Dallara, motores Honda y neumáticos Firestone.

| Target Chip Ganassi Racing                                                                                          | 9     | Scott Dixon                                    | Target                                   | El equipo campeón de la temporada pasada decide no utilizar el #1 que tuvo derecho a usar, esto se debe a un acuerdo con el patrocinador Target Corporation y su identidad frente a la IndyCar, por eso siguieron utilizando los números #9 and #10. |
| Target Chip Ganassi Racing                                                                                          | 10    | Dario Franchitti                               | Target                                   | |
| Penske Racing | 3     | Hélio Castroneves                              | Mobil 1/ Verizon Wireless                | Will Power sustituye a Hélio Castroneves en el coche # 3 para la carrera de San Petersburgo, por entonces estaba en curso el juicio por evasión fiscal de Castroneves. Después de ser absuelto Castroneves de todos los cargos por evasión fiscal, volvió al coche # 3 a partir de Long Beach, usando el auto #12 con Verizon Wireless como nuevo patrocinio en Long Beach y en el Indy 500. Power estaba programado para corrern después de cinco carreras adicionales en Toronto, Edmonton, Kentucky, Sonoma y Homestead en el coche # 12 de Penske con el patrocinio de Truck Rental con chasís Dallara/Honda. Durante la práctica de Sonoma, Power sufrió un grave accidente y sufrió fracturas en dos vértebras lumbares en la espalda, lo que le deja fuera de Homestead. Los coches # 3 y # 6 no aparecen con los distintivos de Marlboro de conformidad con el MSA. |
| Penske Racing | 3     | Will Power                                     | Mobil 1/ Verizon Wireless                | Will Power sustituye a Hélio Castroneves en el coche # 3 para la carrera de San Petersburgo, por entonces estaba en curso el juicio por evasión fiscal de Castroneves. Después de ser absuelto Castroneves de todos los cargos por evasión fiscal, volvió al coche # 3 a partir de Long Beach, usando el auto #12 con Verizon Wireless como nuevo patrocinio en Long Beach y en el Indy 500. Power estaba programado para corrern después de cinco carreras adicionales en Toronto, Edmonton, Kentucky, Sonoma y Homestead en el coche # 12 de Penske con el patrocinio de Truck Rental con chasís Dallara/Honda. Durante la práctica de Sonoma, Power sufrió un grave accidente y sufrió fracturas en dos vértebras lumbares en la espalda, lo que le deja fuera de Homestead. Los coches # 3 y # 6 no aparecen con los distintivos de Marlboro de conformidad con el MSA. |
| Penske Racing | 12    | Penske Truck Rental/ Mobil 1/ Verizon Wireless |                                          | Will Power sustituye a Hélio Castroneves en el coche # 3 para la carrera de San Petersburgo, por entonces estaba en curso el juicio por evasión fiscal de Castroneves. Después de ser absuelto Castroneves de todos los cargos por evasión fiscal, volvió al coche # 3 a partir de Long Beach, usando el auto #12 con Verizon Wireless como nuevo patrocinio en Long Beach y en el Indy 500. Power estaba programado para corrern después de cinco carreras adicionales en Toronto, Edmonton, Kentucky, Sonoma y Homestead en el coche # 12 de Penske con el patrocinio de Truck Rental con chasís Dallara/Honda. Durante la práctica de Sonoma, Power sufrió un grave accidente y sufrió fracturas en dos vértebras lumbares en la espalda, lo que le deja fuera de Homestead. Los coches # 3 y # 6 no aparecen con los distintivos de Marlboro de conformidad con el MSA. |
| Penske Racing | 6     | Ryan Briscoe                                   | Mobil 1/ Verizon Wireless                | Will Power sustituye a Hélio Castroneves en el coche # 3 para la carrera de San Petersburgo, por entonces estaba en curso el juicio por evasión fiscal de Castroneves. Después de ser absuelto Castroneves de todos los cargos por evasión fiscal, volvió al coche # 3 a partir de Long Beach, usando el auto #12 con Verizon Wireless como nuevo patrocinio en Long Beach y en el Indy 500. Power estaba programado para corrern después de cinco carreras adicionales en Toronto, Edmonton, Kentucky, Sonoma y Homestead en el coche # 12 de Penske con el patrocinio de Truck Rental con chasís Dallara/Honda. Durante la práctica de Sonoma, Power sufrió un grave accidente y sufrió fracturas en dos vértebras lumbares en la espalda, lo que le deja fuera de Homestead. Los coches # 3 y # 6 no aparecen con los distintivos de Marlboro de conformidad con el MSA. |
| Andretti Green Racing                                                                                               | 7     | Danica Patrick                                 | Boost Mobile                             | Corrió con el patrocinio de Motorola en St. Petersburg, Long Beach, y Kansas. |
| Andretti Green Racing                                                                                               | 11    | Tony Kanaan                                    | 7-Eleven                                 | |
| Andretti Green Racing                                                                                               | 26    | Marco Andretti                                 | Venom Energy                             | |
| Andretti Green Racing                                                                                               | 27    | Hideki Mutoh                                   | Panasonic/Formula Dream                  | |
| Andretti Green Racing                                                                                               | 25    | Franck Montagny                                | Automatic Fire Sprinklers                | Únicamente Sonoma |
| Vision Racing | 20    | Ed Carpenter                                   | Menards                                  | Patrocinado por la marca William Rast en las carreras de Canadá, en Sonoma, y Motegi. |
| Vision Racing | 21    | Ryan Hunter-Reay                               | Izod/William Rast                        | Se traslada a correr con el equipo de Foyt después de correr en Texas y el resto de la temporada. |
| Dreyer & Reinbold Racing                                                                                            | 24    | Mike Conway                                    | Henkel/Dad's Root Beer/Roll Coater       | Patrocinador Henkel's Purex brand en la carrera de la Indy 500. |
| Dreyer & Reinbold Racing                                                                                            | 23    | Darren Manning                                 | Charter Communications                   | Corrió únicamente St. Petersburg y Long Beach. |
| Dreyer & Reinbold Racing                                                                                            | 23    | Milka Duno                                     | CITGO                                    | Kansas, Indy 500, Texas, Watkins Glen, Kentucky, Mid-Ohio, Sonoma, Chicagoland y Homestead. |
| Dreyer & Reinbold Racing                                                                                            | 23    | Roger Yasukawa                                 | Charter Communications                   | Únicamente en Motegi. |
| Dreyer & Reinbold Racing                                                                                            | 23    | Tomas Scheckter                                | Charter Communications/Mona Vie          | Scheckter corre el coche #23 en Milwaukee, Iowa, Richmond, Toronto y Edmonton. Además corre el coche #43 en Texas, Kentucky, Chicagoland, Motegi, y Homestead. |
| Dreyer & Reinbold Racing                                                                                            | 43    | Tomas Scheckter                                | Mona Vie                                 | Scheckter corre el coche #23 en Milwaukee, Iowa, Richmond, Toronto y Edmonton. Además corre el coche #43 en Texas, Kentucky, Chicagoland, Motegi, y Homestead. |
| Dreyer & Reinbold Racing                                                                                            | 43    | John Andretti                                  | Window World                             | Únicamente la Indy 500; copatrocinado por Richard Petty Motorsports. |
| Dreyer & Reinbold Racing                                                                                            | 44    | Davey Hamilton                                 | Hewlett-Packard                          | Únicamente la Indy 500; copatrocinado por Kingdom Racing. |
| Newman/Haas/Lanigan Racing                                                                                          | 02    | Graham Rahal                                   | McDonald's                               | |
| Newman/Haas/Lanigan Racing                                                                                          | 06    | Robert Doornbos                                | McDonald's/flogs.com                     | El Patrocinador de McDonald's a partir de Richmond. Doornbos se separa del equipo después de cumplir su contrato después de correr en Kentucky después de acordar correr 12 pruebas. Servià es reemplazado por Doornbos desde Mid-Ohio a Motegi. |
| Newman/Haas/Lanigan Racing                                                                                          | 06    | Oriol Servià                                   | McDonald's/flogs.com                     | El Patrocinador de McDonald's a partir de Richmond. Doornbos se separa del equipo después de cumplir su contrato después de correr en Kentucky después de acordar correr 12 pruebas. Servià es reemplazado por Doornbos desde Mid-Ohio a Motegi. |
| Newman/Haas/Lanigan Racing                                                                                          | 40202 | Alex Lloyd                                     | HER Energy Drink                         | Únicamente Homesteady. El número del coches inusual (normalmente utilizó el # 06, pero clasificado como el número 40.202 en la emisión de Versus y en los monitores de puntuación) es una técnica de publicidad, por mensajes de texto "stand" de 40.202 el cual decía que podían donar US$5 a la conciencia del cáncer y de su investigación. |
| Panther Racing | 4     | Dan Wheldon                                    | United States National Guard             | |
| Panther Racing | 16    | Scott Sharp                                    | Patrón                                   | Únicamente la Indy 500 only; copatrocinado por Highcroft Racing. |
| HVM Racing | 13    | E. J. Viso                                     | PDVSA                                    | |
| HVM Racing | 00    | Nelson Philippe                                | EcoDrivingUSA                            | Únicamente la Indy 500. |
| HVM Racing | 33    | Robert Doornbos                                | iTeamSports                              | corrió con HVM desde Mid-Ohio en adelante. |
| A. J. Foyt Enterprises                                                                                              | 14    | Vítor Meira                                    | ABC Supply                               | Meira quedó herido durante un accidente en la Indy 500; pero pudo terminar la temporada; Paul Tracy sustituye a Meira en Milwaukee. AJ Foyt IV sustituye a Meira en Texas. Ryan Hunter-Reay fue nombrado como reemplazo para el resto de la temporada hasta New York. Meira había probado en Indianápolis el 30 de septiembre, pero no regresó para la final de Homestead como se había planeado originalmente. |
| A. J. Foyt Enterprises                                                                                              | 14    | Paul Tracy                                     | ABC Supply                               | Meira quedó herido durante un accidente en la Indy 500; pero pudo terminar la temporada; Paul Tracy sustituye a Meira en Milwaukee. AJ Foyt IV sustituye a Meira en Texas. Ryan Hunter-Reay fue nombrado como reemplazo para el resto de la temporada hasta New York. Meira había probado en Indianápolis el 30 de septiembre, pero no regresó para la final de Homestead como se había planeado originalmente. |
| A. J. Foyt Enterprises                                                                                              | 14    | A. J. Foyt IV                                  | ABC Supply                               | Meira quedó herido durante un accidente en la Indy 500; pero pudo terminar la temporada; Paul Tracy sustituye a Meira en Milwaukee. AJ Foyt IV sustituye a Meira en Texas. Ryan Hunter-Reay fue nombrado como reemplazo para el resto de la temporada hasta New York. Meira había probado en Indianápolis el 30 de septiembre, pero no regresó para la final de Homestead como se había planeado originalmente. |
| A. J. Foyt Enterprises                                                                                              | 14    | Ryan Hunter-Reay                               | ABC Supply                               | Meira quedó herido durante un accidente en la Indy 500; pero pudo terminar la temporada; Paul Tracy sustituye a Meira en Milwaukee. AJ Foyt IV sustituye a Meira en Texas. Ryan Hunter-Reay fue nombrado como reemplazo para el resto de la temporada hasta New York. Meira había probado en Indianápolis el 30 de septiembre, pero no regresó para la final de Homestead como se había planeado originalmente. |
| A. J. Foyt Enterprises                                                                                              | 41    | A. J. Foyt IV                                  | ABC Supply                               | Únicamente la Indy 500. |
| Team 3G | 98    | Stanton Barrett                                | Interush                                 | Corrió en St. Petersburg, Long Beach, Kansas y Motegi Únicamente. Falla la clasificación en la Indy 500, pero no pudo arrancar en Milwaukee. |
| Team 3G | 98    | Jaques Lazier                                  | Interush/Novicomm                        | Únicamente corrió enTexas, Iowa, Richmond, Kentucky, Chicago y Homestead |
| Team 3G | 98    | Richard Antinucci                              | Interush/Novicomm                        | Únicamente corrió en Watkins Glen, Toronto, Edmonton, Mid-Ohio y Sonoma. |
| Luczo-Dragon Racing                                                                                                 | 2     | Raphael Matos                                  | US Marines/US Air Force                  | |
| KV Racing Technology                                                                                                | 5     | Mario Moraes                                   | Votorantim Group/Azul Tequila            | Fuera del duelo de Mid-Ohio |
| KV Racing Technology                                                                                                | 5     | Paul Tracy                                     | Votorantim Group/Azul Tequila            | Usa el coche #5 en Mid-Ohio (Duelo con Moraes). |
| KV Racing Technology                                                                                                | 15    | Paul Tracy                                     | Geico/ Ontario Honda Dealers Association | Únicamente en Indy 500, Watkins Glen, Edmonton, y Toronto. Ontario corre con el patrocinio de la Asociación de Concesionarios de Honda y patrocinio de Wounded Warriors Canada para Toronto y Edmonton. |
| KV Racing Technology                                                                                                | 8     | Townsend Bell                                  | Herbalife                                | Únicamente la Indy 500. |
| Dale Coyne Racing                                                                                                   | 18    | Justin Wilson                                  | Z-Line Designs                           | Número cambiado para que coincida con el coche de NASCAR Nationwide Series de Joe Gibbs Racing que también son patrocinados por Z-Line (con el coche # 18) a partir de Long Beach. |
| Dale Coyne Racing                                                                                                   | 19    | Justin Wilson                                  | Sonny's Real Pit Bar-B-Q                 | St. Petersburg only. |
| Dale Coyne Racing                                                                                                   | 19    | Tomas Scheckter                                | Mona Vie                                 | Únicamente la Indy 500. |
| Equipos y Pilotos que solo aspiraron a entrar para las 500 Millas de Indianápolis Indy 500 y algunas otras carreras |       |                                                |                                          | |
| Conquest Racing | 34    | Alex Tagliani                                  | Edmonton Indy                            | Compite solament en St. Petersburg, Long Beach, Indianápolis, Texas, Toronto y Edmonton. Tagliani falla la clasificación con su coche en la entrada a la carrera de la Indy 500. |
| Conquest Racing | 34    | Kosuke Matsuura                                | CLICK Securities                         | Únicamente corre Motegi. |
| Conquest Racing | 34    | Nelson Philippe                                | EcoDrivingUSA                            | Philippe sufre una accidente que le fractura un pie en el incidente de práctica en el circuito de Infineon Raceway. |
| Conquest Racing | 36    | Alex Tagliani                                  | All Sport/Big Red                        | Únicamente la Indy 500; Junqueira califica con su coche, pero es reemplazado por Tagliani por razones de patrocinio. Tiene una colaboración de parte del equipo Rubicon Race Team. |
| Conquest Racing | 36    | Bruno Junqueira                                | All Sport/Big Red                        | Únicamente la Indy 500; Junqueira califica con su coche, pero es reemplazado por Tagliani por razones de patrocinio. Tiene una colaboración de parte del equipo Rubicon Race Team. |
| Sarah Fisher Racing                                                                                                 | 67    | Sarah Fisher                                   | Dollar General                           | Solamente corre Kansas, Indy 500, Texas, Kentucky, Chicago y Homestead. |
| Sam Schmidt Motorsports                                                                                             | 99    | Alex Lloyd                                     | HER Energy Drink                         | Únicamente corre la Indy 500 le colabora el equipo Chip Ganassi Racing. |
| Hemelgarn Racing | 91    | Buddy Lazier                                   | Great Lakes Leasing                      | Únicamente correría la Indy 500; Falla en la calificación. |
| Rahal Letterman Racing                                                                                              | 17    | Oriol Servià                                   | DAFCA                                    | Únicamente la Indy 500. |

## Desarrollo de la Temporada

### Anuncios de la Temporada
- Firestone ofreció dos tipos de compuestos de neumáticos a partir de 2009, un para los circuitos permanentes y callejeros para el chasis Dallara IR5. Haciendo una operación de manera parecida a la Champ Car al programa "opción de neumáticos". Las llantas alternativas están marcadas con una franja roja y en las paredes laterales están hechas de un compuesto más blando. Contienen más agarre y permite tiempos más rápidos, pero no duran tanto como los neumáticos regulares, yq ue por ende estos no llevaran dicha marca. Cada equipo recibirá seis juegos de neumáticos regulares ("negros") y tres juegos de neumáticos nuevos adicionales ("rojos") para el fin de semana. El coche deberá funcionar al menos durante dos vueltas con bandera verde con los neumáticos alternativos durante una carrera.

- Una nueva política de pruebas privadas se puso en marcha para los equipos durante el año 2009, siempre que participen en el reparto de los ingresos del programa TEAM.[10] Los equipos se les estarán permitidos:

- - 800 millas (1.300 km) o seis días de pruebas, lo que ocurra primero, junto con ocho juegos de neumáticos.
- - Los equipos de dos coches pueden llevar a cabo 1.200 millas (1.900 km) de prueba con 26 juegos de neumáticos.
- - Los coches adicionales de los equipos podrán ganar 200 millas (320 km) y cuatro juegos de neumáticos por coche.
- - No hay pruebas en cualquier pista dentro de los siete días previos o posteriores a una válida.
- - Los equipos pueden ganar días de prueba adicionales al proporcionar oportunidades para los conductores del Firestone Firestone Indy Lights.

- Un Bono de tiempos en prácticas para novatos y los equipos que se encuentren fuera del top 10 de los puntos sumarán a partir de Long Beach. La sesión de bonificación tendrá una duración de 30 a 45 minutos por cada lugar antes de los primeros entrenamientos del día principal que realizan todos los coches. La política tiene por objeto promover la competencia, permitiendo a los equipos la oportunidad de cerrar la brecha de los equipos del Top 10 sin tener que pagar para las pruebas privadas que tienden a salirle muy caras. Además, se proporcionará más oportunidades para los conductores novatos, en particular los que se desplazan desde la Indy Lights.[11]
- ligeros cambios han hecho que el sistema de puntos para el 2009, el piloto obtendrá dos puntos para la mayoría de vueltas lideradas en una carrera en lugar de tres. Un punto se dará por ganar la pole por una carrera.
- Los funcionarios de la IndyCar Series han prohibido anteriormente de manera opcional la distancia de 118 y 120 pulgadas de los ejes, que requieren para los equipos adoptar de manera uniforme 122 pulgadas de distancia entre ambos ejes. Esto proporcionará ahorros de costes para los equipos, así como en gran medida la mejora de la competencia en las pistas ovaladas.[12]
- El 28 de julio de 2009, la IRL aprobó el "push to pass" que aplican para todos los coches. Se daría a un conductor un aumento de 20 caballos de fuerza durante 12 segundos con un tiempo de recarga de 10 segundos. Este estará disponible sólo para su uso 20 veces durante una carrera determinada. Esta característica hará su debut en el evento en el Kentucky Speedway el 1 de agosto de 2009.[13]

## Resultados
| Ronda | Carrera        | Pole position     | Vueltas rápidas   | Más vueltas lideradas | Piloto ganador    | Equipo ganador             |
| ----- | -------------- | ----------------- | ----------------- | --------------------- | ----------------- | -------------------------- |
| 1     | St. Petersburg | Graham Rahal      | Justin Wilson     | Justin Wilson         | Ryan Briscoe      | Penske Racing              |
| 2     | Long Beach     | Will Power        | Ryan Briscoe      | Dario Franchitti      | Dario Franchitti  | Target Chip Ganassi Racing |
| 3     | Kansas         | Graham Rahal      | Ryan Briscoe      | Scott Dixon           | Scott Dixon       | Target Chip Ganassi Racing |
| 4     | Indianapolis   | Hélio Castroneves | Dario Franchitti  | Scott Dixon           | Hélio Castroneves | Penske Racing              |
| 5     | Milwaukee      | Ryan Briscoe      | Scott Dixon       | Ryan Briscoe          | Scott Dixon       | Target Chip Ganassi Racing |
| 6     | Texas          | Dario Franchitti  | Ryan Briscoe      | Ryan Briscoe          | Hélio Castroneves | Penske Racing              |
| 7     | Iowa           | Hélio Castroneves | Hideki Mutoh      | Ryan Briscoe          | Dario Franchitti  | Target Chip Ganassi Racing |
| 8     | Richmond       | Dario Franchitti  | Scott Dixon       | Scott Dixon           | Scott Dixon       | Target Chip Ganassi Racing |
| 9     | Watkins Glen   | Ryan Briscoe      | Ryan Briscoe      | Justin Wilson         | Justin Wilson     | Dale Coyne Racing          |
| 10    | Toronto        | Dario Franchitti  | Ryan Briscoe      | Dario Franchitti      | Dario Franchitti  | Target Chip Ganassi Racing |
| 11    | Edmonton       | Will Power        | Mike Conway       | Will Power            | Will Power        | Penske Racing              |
| 12    | Kentucky       | Scott Dixon       | Ed Carpenter      | Scott Dixon           | Ryan Briscoe      | Penske Racing              |
| 13    | Mid-Ohio       | Ryan Briscoe      | Scott Dixon       | Scott Dixon           | Scott Dixon       | Target Chip Ganassi Racing |
| 14    | Sonoma         | Dario Franchitti  | Hélio Castroneves | Dario Franchitti      | Dario Franchitti  | Target Chip Ganassi Racing |
| 15    | Chicagoland    | Ryan Briscoe      | Tomas Scheckter   | Ryan Briscoe          | Ryan Briscoe      | Penske Racing              |
| 16    | Motegi         | Scott Dixon       | Scott Dixon       | Scott Dixon           | Scott Dixon       | Target Chip Ganassi Racing |
| 17    | Homestead      | Dario Franchitti  | Scott Dixon       | Ryan Briscoe          | Dario Franchitti  | Target Chip Ganassi Racing |

## Estadísticas de la Temporada
| Posiciones | Pilotos           | STP | LBH | KAN | INDY | MIL | TXS | IOW | RIR | WGL | TOR | EDM | KTY | MDO | SNM | CHI | MOT | HMS | Puntos |
| ---------- | ----------------- | --- | --- | --- | ---- | --- | --- | --- | --- | --- | --- | --- | --- | --- | --- | --- | --- | --- | ------ |
| 1          | Dario Franchitti  | 4   | 1*  | 18  | 7    | 3   | 5   | 1   | 2   | 15  | 1*  | 5   | 6   | 3   | 1*  | 4   | 2   | 1   | 616    |
| 2          | Scott Dixon       | 16  | 15  | 1*  | 6*   | 1   | 3   | 5   | 1*  | 3   | 4   | 3   | 7*1 | 1*  | 13  | 2   | 1*  | 3   | 605    |
| 3          | Ryan Briscoe      | 1   | 13  | 4   | 15   | 2*  | 2*  | 2*  | 19  | 2   | 2   | 4   | 1   | 2   | 2   | 1*  | 18  | 2*  | 604    |
| 4          | Hélio Castroneves |     | 7   | 2   | 1    | 11  | 1   | 71  | 17  | 4   | 18  | 2   | 4   | 12  | 18  | 20  | 10  | 5   | 433    |
| 5          | Danica Patrick    | 19  | 4   | 5   | 3    | 5   | 6   | 9   | 5   | 11  | 6   | 11  | 8   | 19  | 16  | 12  | 6   | 19  | 393    |
| 6          | Tony Kanaan       | 5   | 3   | 3   | 27   | 19  | 8   | 14  | 6   | 8   | 17  | 21  | 3   | 10  | 8   | 13  | 11  | 4   | 386    |
| 7          | Graham Rahal      | 7   | 12  | 7   | 31   | 4   | 22  | 11  | 3   | 13  | 20  | 7   | 5   | 8   | 21  | 5   | 3   | 11  | 385    |
| 8          | Marco Andretti    | 13  | 6   | 6   | 30   | 7   | 4   | 12  | 7   | 5   | 8   | 10  | 10  | 6   | 14  | 11  | 7   | 22  | 380    |
| 9          | Justin Wilson     | 3*  | 22  | 14  | 23   | 15  | 15  | 18  | 14  | 1*  | 5   | 8   | 21  | 13  | 7   | 10  | 12  | 10  | 354    |
| 10         | Dan Wheldon       | 14  | 5   | 10  | 2    | 10  | 7   | 4   | 10  | 10  | 14  | 15  | 11  | 16  | 12  | 22  | 8   | 21  | 354    |
| 11         | Hideki Mutoh      | 15  | 20  | 8   | 10   | 8   | 21  | 3   | 4   | 18  | 12  | 14  | 13  | 5   | 5   | 23  | 14  | 6   | 353    |
| 12         | Ed Carpenter      | 18  | 18  | 9   | 8    | 16  | 9   | 10  | 13  | 16  | 15  | 16  | 2   | 17  | 11  | 6   | 13  | 12  | 321    |
| 13         | Raphael Matos     | 20  | 8   | 20  | 22   | 6   | 12  | 16  | 8   | 12  | 10  | 18  | 16  | 9   | 9   | 9   | 9   | 14  | 312    |
| 14         | Mario Moraes      | 21  | 19  | 11  | 33   | 9   | 10  | 17  | 16  | 14  | 11  | 23  | 18  |     | 4   | 3   | 5   | 7   | 304    |
| 15         | Ryan Hunter-Reay  | 2   | 11  | 15  | 32   | 12  | 16  | 19  | 15  | 21  | 7   | 17  | 14  | 4   | 19  | 15  | 21  | 13  | 298    |
| 16         | Robert Doornbos   | 11  | 9   | 12  | 28   | 14  | 11  | 15  | 9   | 9   | 23  | 9   | 19  | 14  | 10  | 18  | 16  | 20  | 283    |
| 17         | Mike Conway       | 22  | 21  | 19  | 18   | 20  | 19  | 8   | 18  | 6   | 22  | 20  | 17  | 20  | 3   | 16  | 22  | 15  | 261    |
| 18         | E. J. Viso        | 17  | 23  | 21  | 24   | 18  | 24  | 20  | 12  | 7   | 13  | 12  | 15  | 15  | 22  | 17  | 15  | 16  | 248    |
| 19         | Will Power        | 6   | 2   |     | 5    |     |     |     |     |     | 3   | 1*  | 9   |     | DNS |     |     |     | 215    |
| 20         | Tomas Scheckter   |     |     |     | 12   | 13  | 13  | 6   | 11  |     | 16  | 19  | 22  |     |     | 8   | 23  | 9   | 195    |
| 21         | Oriol Servià      |     |     |     | 26   |     |     |     |     |     |     |     |     | 11  | 6   | 7   | 4   |     | 115    |
| 22         | Alex Tagliani     | 10  | 10  |     | 11   |     | 14  |     |     |     | 9   | 13  |     |     |     |     |     |     | 114    |
| 23         | Paul Tracy        |     |     |     | 9    | 17  |     |     |     | 20  | 19  | 6   |     | 7   |     |     |     |     | 113    |
| 24         | Milka Duno        |     |     | 16  | 20   |     | 23  |     |     | 17  |     |     | 20  | 21  | 17  | 21  |     | 17  | 113    |
| 25         | Sarah Fisher      |     |     | 13  | 17   |     | 17  |     |     |     |     |     | 12  |     |     | 14  |     | 18  | 89     |
| 26         | Jaques Lazier     |     |     |     |      |     | 18  | 13  | 20  |     |     |     | 23  |     |     | 19  |     | 23  | 77     |
| 27         | Richard Antinucci |     |     |     |      |     |     |     |     | 19  | 21  | 22  |     | 18  | 15  |     |     |     | 63     |
| 28         | Vítor Meira       | 9   | 14  | 22  | 21   |     |     |     |     |     |     |     |     |     |     |     |     |     | 62     |
| 29         | Stanton Barrett   | 12  | 17  | 17  | DNQ  | DNS |     |     |     |     |     |     |     |     |     |     | 19  |     | 62     |
| 30         | Alex Lloyd        |     |     |     | 13   |     |     |     |     |     |     |     |     |     |     |     |     | 8   | 41     |
| 31         | Darren Manning    | 8   | 16  |     |      |     |     |     |     |     |     |     |     |     |     |     |     |     | 38     |
| 32         | Townsend Bell     |     |     |     | 4    |     |     |     |     |     |     |     |     |     |     |     |     |     | 32     |
| 33         | A. J. Foyt IV     |     |     |     | 16   |     | 20  |     |     |     |     |     |     |     |     |     |     |     | 26     |
| 34         | Scott Sharp       |     |     |     | 14   |     |     |     |     |     |     |     |     |     |     |     |     |     | 16     |
| 35         | Nelson Philippe   |     |     |     | 25   |     |     |     |     |     |     |     |     |     | DNS |     |     |     | 16     |
| 36         | Kosuke Matsuura   |     |     |     |      |     |     |     |     |     |     |     |     |     |     |     | 17  |     | 13     |
| 37         | John Andretti     |     |     |     | 19   |     |     |     |     |     |     |     |     |     |     |     |     |     | 12     |
| 38         | Franck Montagny   |     |     |     |      |     |     |     |     |     |     |     |     |     | 20  |     |     |     | 12     |
| 39         | Roger Yasukawa    |     |     |     |      |     |     |     |     |     |     |     |     |     |     |     | 20  |     | 12     |
| 40         | Davey Hamilton    |     |     |     | 29   |     |     |     |     |     |     |     |     |     |     |     |     |     | 10     |
|            | Bruno Junqueira   |     |     |     | DNS  |     |     |     |     |     |     |     |     |     |     |     |     |     | 0      |
|            | Buddy Lazier      |     |     |     | DNQ  |     |     |     |     |     |     |     |     |     |     |     |     |     | 0      |
| Pos        | Driver            | STP | LBH | KAN | INDY | MIL | TXS | IOW | RIR | WGL | TOR | EDM | KTY | MDO | SNM | CHI | MOT | HMS | Puntos |

| Color       | Resultados                          |
| ----------- | ----------------------------------- |
| Oro         | Ganador                             |
| Plata       | 2.º lugar                           |
| Bronce      | 3.er. Lugar                         |
| Verde       | 4.º. & 5.º puesto                   |
| Azul Claro  | 6.º-10.º puesto                     |
| Azul Oscuro | Finished (Outside Top 10)           |
| Púrpura     | No acabó la carrera (Ret)           |
| Rojo        | No calificó (DNQ)                   |
| Café        | Retiro (Wth)                        |
| Negro       | Descalificado (DSQ)                 |
| White       | No Arrancó (DNS)                    |
| Blanca      | Sin participación participate (DNP) |
| Blanca      | No participó                        |

| In-line notation |                                                                 |
| Bold             | Pole position                                                   |
| Italics          | Corrió la vuelta más rápida en carrera                          |
| *                | Mayor número de vueltas lideradas en una competencia (2 points) |
| Novato del Año   |                                                                 |
| Novato           |                                                                 |

| Color       | Resultados                          |
| ----------- | ----------------------------------- |
| Oro         | Ganador                             |
| Plata       | 2.º lugar                           |
| Bronce      | 3.er. Lugar                         |
| Verde       | 4.º. & 5.º puesto                   |
| Azul Claro  | 6.º-10.º puesto                     |
| Azul Oscuro | Finished (Outside Top 10)           |
| Púrpura     | No acabó la carrera (Ret)           |
| Rojo        | No calificó (DNQ)                   |
| Café        | Retiro (Wth)                        |
| Negro       | Descalificado (DSQ)                 |
| White       | No Arrancó (DNS)                    |
| Blanca      | Sin participación participate (DNP) |
| Blanca      | No participó                        |

| In-line notation |                                                                 |
| Bold             | Pole position                                                   |
| Italics          | Corrió la vuelta más rápida en carrera                          |
| *                | Mayor número de vueltas lideradas en una competencia (2 points) |
| Novato del Año   |                                                                 |
| Novato           |                                                                 |

En cada carrera, se otorgan puntos a los conductores sobre las siguientes puntuaciones:
| Posición | 1  | 2  | 3  | 4  | 5  | 6  | 7  | 8  | 9  | 10 | 11 | 12 | 13 | 14 | 15 | 16 | 17 | 18 | 19 | 20 | 21 | 22 | 23 | 24 | 25 | 26 | 27 | 28 | 29 | 30 | 31 | 32 | 33 | DNS |
| -------- | -- | -- | -- | -- | -- | -- | -- | -- | -- | -- | -- | -- | -- | -- | -- | -- | -- | -- | -- | -- | -- | -- | -- | -- | -- | -- | -- | -- | -- | -- | -- | -- | -- | --- |
| Puntos   | 50 | 40 | 35 | 32 | 30 | 28 | 26 | 24 | 22 | 20 | 19 | 18 | 17 | 16 | 15 | 14 | 13 | 12 | 12 | 12 | 12 | 12 | 12 | 12 | 10 | 10 | 10 | 10 | 10 | 10 | 10 | 10 | 10 | 6   |

- Los empates en puntos se puede llegar a desempatar por el número de victorias, seguido en el orden por el número de 2.os lugares, 3.os lugares, etc., y luego por el número de pole positions, seguido de un número de veces haber calificado segundo, etc.